# ハリー・カー
ハリー・カー（Edward Henry ("Harry") Kerr、1879年1月28日 - 1951年5月17日）は、ニュージーランドの陸上競技選手。オーストラレーシア代表として出場した1908年ロンドンオリンピックで銅メダルを獲得。

## 経歴
カーは、ニュージーランド北島のタラナキ地方の出身。射撃、ラグビーそして陸上競技と、非常に運動神経に優れていた。1m93の長身から、競歩の選手として注目を浴びていた。プロとして活躍していたが、プロとして活躍できる試合は限られていた。そのため、アマチュアに戻ることを決意。ルールにより2年間（1905年から1906年）あらゆる競技に出ることができず、その間は実家の農場で働いていた。
しかし、競技に出場できるようになった後は、すぐに活躍するようになり、1908年にオーストラリアのホバートで開催された1908年ロンドンオリンピックのオーストラレーシア代表を決める選考会で1マイルと3マイル競歩の2種目を制し、オリンピック代表を決めた。ロンドンでは、3500m競歩に出場。あわや遅刻しそうになるハプニングもあったが、イギリスのジョージ・ラーナー、アーネスト・ウェブに次いで銀メダルを獲得。ニュージーランド選手としてオリンピックでメダルを獲得した最初の選手となった。
カーは、ニュージーランドの英雄となりロンドンから帰国。その後も国内またオーストラレーシアでは圧倒的な力を見せ、数多くのタイトルを獲得し続けた。1911年にたたき出した3マイル競歩の21分36秒6というニュージーランド記録は1946年まで破られることはなかった。
カーは、1912年に引退し、翌年結婚。すぐに第一次世界大戦のためヨーロッパに赴くこととなった。
カーは、46歳となった1925年に現役復帰を決意。全盛期は過ぎ体力も衰えているはずであった。しかし、自宅の周辺で熱心に練習を重ね、その結果、1マイルと3マイル競歩の国内チャンピオンとなり賞賛を浴びた。
その後もカーは1951年に亡くなるまで、ローンボウルズやラグビーと熱心にスポーツに参加し続けた。